# 人工温泉
人工温泉（じんこうおんせん）とは、以下に示す条件を満足する薬剤や鉱石を使用した温浴施設および関連グッズ等の総称である。

## 条件
- 薬効があり、表示や掲示が可能なもの。
- その薬効は、天然温泉のように天然鉱物由来のミネラルに起因すること。
- 機械的に投入あるいは設置することにより、薬効を生じるもの。

したがって、その使用される薬剤や鉱石は天然鉱物から直接得られる医薬部外品などであることが必要とされる。
ボンベに詰めた二酸化炭素を湯中に溶解させたものや、鉱石を浴槽や循環設備など配置して浸すといったものがある。例として前者には現在の三菱ケミカルアクア･ソリューションズが1997年に開発した「人工炭酸泉」があり、後者には光明石製造所が岡山県の阿部鉱山で採掘している「光明石」を用いるものがある。人工炭酸泉は泉質によっては天然温泉への適用も可能である。また、Le Furo「クラフト温泉」は鉱石により天然温泉水の改良を行うものである。

## 鉱石を使用した人工温泉
日本では、ラドンやラジウム元素を含む鉱石（または加工品）を家庭の風呂に浸潤させて、放射能泉と同等の効果を期待する商品が多数販売されているが、国民生活センターのテスト等により、一部にはラドン及びラジウムの溶出濃度が低く効果が期待できない商品の存在が指摘されている。